# Prvi triumvirat
Prvi triumvirat, politična zveza Gaja Julija Cezarja, Marka Licinija Krasa in Gneja Pompeja Magna. Za razliko od drugega triumvirata je bil popolnoma  neformalen, vendar je imel v Rimski republiki kljub temu ogromno moč.  Nekaj časa je bil zaradi političnih mahinacij samih triumvirov celo tajen. Ustanovljen je bil leta 60 pr. n. št. in je trajal do Krasove smrti v bitki pri Kari leta 53 pr. n. št..

## Zgodovina
Kras in Pompej sta bila leta 70 pr. n. št. kolega konzula, ki sta uzakonila ponovno vzpostavitev ljudskih tribunov, katerim je diktator Lucij Kornelij Sula odvzel vse pravice, razen ius auxiliandi, se pravi pravice reševanja plebejca iz krempljev patricijskega sodišča. Od takrat dalje sta bila oba moža prepričana, da poskuša drugi povečati svoj ugled na račun prvega. 
Cezar je sklenil oba moža pobotati in zatem uskladiti njune cilje s svojim ciljem, da bi bil leta 59 pr. n. št. izvoljen za konzula. Cezar in Kras sta bila prijatelja verjetno že od leta 65 pr. n. št., ko je  mladi Cezar podprl Krasov predlog, naj začne Egipt Rimu plačevati davek. Prijateljstvo sta utrdila s Pompejevo poroko s Cezarjevo hčerko Julijo. Zveza je povezala Cezarjevo veliko priljubljenost s Krasovim ogromnim bogastvom in vplivom v aristokratskem redu konjenikov (ordo equester) in Pompejevim enako velikim bogastvom in njegovim vojaškim ugledom.
Triumvirat je ostal tajen, dokler ni senat zavrnil Cezarjevega agrarnega zakona, s katerim bi se ustanovile kolonije rimskih državljanov in razdelil del javnega zemljišča (ager publicus). Zakon je takoj zatem predstavil pred Ljudsko skupščino v govoru, ki sta ga podprla Kras in Pompej in s tem razkrila njihovo zavezništvo. Cezarjev agrarni zakon je bil sprejet. Triumviri so zatem omogočili demagogu Publiju Klodiju Pulhru izvolitev za ljudskega tribuna in se znebili Marka Tulija Cicera in Katona Mlajšega, ki sta bila trda nasprotnika triumvirov. 
Triumvirat je nadaljeval s sprejemanjem zanje ugodnih sporazumov. Senat je Cezarja nagradil z "gozdovi in potmi po Italiji", ki so pripadle njegovemu prokonzulskem ozemlju. Cezar je preko tribuna postal prokonzul Cisalpske in Transalpske Galije in Ilirika in poveljnik štirih legij. Njegov mandat je trajal pet let. Cezarjev tast Lucij Kalpurnij Pizon Cezonin  je postal konzul za leto 58 pr. n. št..
Po letu 58 pr. n. št. so se vezi med triumviri zrahljale. Cezar je zato v Lucci organiziral tajno srečanje, na katerem bi se morali dogovoriti za novo strategijo zavezništva. Nanj je povabil najprej Krasa in za njim Pompeja. Na srečanju so obnovili svoje politično zavezništvo in se dogovorili, da Pompej in Kras ponovno kandidirata za konzula za leto 55 pr. n. št.. Po izvolitvi naj bi še za pet let podaljšala Cezarjevo guvernerstvo v Galiji. Na koncu njunega konzularnega leta bi Kras dobil  vplivno in donosno guvernerstvo v Siriji, ki bi bila izhodišče za pokoritev Partije, Pompej pa bi v odsotnosti (in absentia) obdržal Hispanijo.
Zavezništvo je triumvirom omogočilo popolno obvladovanje rimske politike, vendar zaradi ambicij, ega in ljubosumja vseh treh članov ni moglo trajati v nedogled. Cezarja so s Krasom povezovale družinske vezi, Pompej pa Krasa ni maral. Njegovo ljubosumje je še naraslo po Cezarjevih vojaških uspehih v galskih vojnah, v katerih je k Rimu priključil vse tri Galije.

## Krasova in Pompejeva smrt
Julijina smrt med porodom in sramoten Krasov poraz in smrt v bitki proti Partom pri Kari leta 53. pr. n. št. sta dokončno spodkopali zavezništvo. Pompej je ostal v Rimu in preko poročnikov upravljal svoje španske province in istočasno ohranil oblast v mestu. Postopoma so ga vse bolj izrivali iz njegove zveze s Cezarjem, dokler se ni poročil s Kornelijo Metelo, hčerko Kvinta Cecilija Matela Pija Scipiona Nasika, enega od "dobrih mož" (boni), konzervativne frakcije senata, ki je odločno nasprotovala Cezarju.
Pompej je bil leta 52 pr. n. št. izvoljen za konzula brez kolega in sodeloval v politiki, ki je privedla do Cezarjevega prestopa Rubikona leta 49 pr. n. št. in državljanske vojne. Pompej je bil v senatu imenovan za vrhovnega poveljnika rimske vojske. V bitki pri Farzalu ga  je  njegov nekdanji zaveznik Cezar porazil. Kasneje so ga v Egiptu v  nesmiselni politični spletki umorili in Cezar je postal izključni vladar rimskega sveta.

## Vir
- Rajko Bratož, Rimska zgodovina: Od začetkov do nastopa cesarja Dioklecijana, Zbirka Zgodovinskega časopisa, 26. Knjižna zbirka Scripta. Ljubljana, 2007. ISBN 978-961-91431-7-9.